# Rafał Kubacki

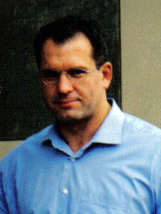
Kubacki 2007

Rafał Andrzej Kubacki (* 23. März 1967 in Breslau) ist ein polnischer Judoka.
Kubacki wurde in seiner Karriere sowohl polnischer Meister als auch Europa- und Weltmeister in der Kategorie Open. Im Jahr 1993 war er Sportler des Jahres in Polen. Er nahm dreimal an Olympischen Spielen teil, in Barcelona (1992), Atlanta (1996) und Sydney (2000).
Bekannt ist er auch aus seinem Auftritt im polnischen Film Quo Vadis (2001) in der Rolle von Ursus.